# Werner Wittenberger
Werner Wittenberger (* 1935) ist ein deutscher evangelisch-lutherischer Theologe.

## Leben
Wittenberger studierte an der Universität Jena Evangelische Theologie. Anschließend wurde er im Jahre 1971 mit einer systematisch-theologischen Arbeit zum Doktor der Theologie promoviert. Wittenberger beschäftigte sich auch mit Fragen der Philosophiegeschichte und ihrer Bedeutung für die gesellschaftspolitische Aneignung in der DDR-Gesellschaft. Im Jahre 1991 erhielt er die B-Promotion an der Berliner Humboldt-Universität. Er war Mitglied in der Christlichen Friedenskonferenz, in deren DDR-Regionalausschuss er einige Jahre mitarbeitete.
Wittenberger hält Vorträge u. a. bei Konferenzen der Rosa-Luxemburg-Stiftung. Er publiziert in Zeitschriften wie Dialektik über theologische und geschichtsphilosophische Themen.
Wittenberger ist verheiratet und wohnt in Leipzig-Burghausen.

## Publikationen
- Geschichtserfahrung und Evangelium. Überlegungen zum Verhältnis von Christen und Theologie zu den Gesellschaftswissenschaften - 1. Aufl. - Berlin : Union-Verlag, 1986.(Fakten, Argumente), ISBN 3-372-00001-3

### Als Koautor und Herausgeber
- Klaus Fuchs-Kittowski: Emil Fuchs - Christ und Sozialist - Aus persönlichem Erleben. - In: Christentum, Marxismus und das Werk von Emil Fuchs. Beiträge des sechsten Walter-Markov-Kolloquiums. Hrsg. v. Kurt Reiprich, Kurt Schneider, Helmut Seidel u. Werner Wittenberger. Leipzig: Rosa-Luxemburg-Stiftung Sachsen 2000
- Friedrich-Martin Balzer, Die Zerstörung der Weimarer Republik im Spiegelbild der "Wochenberichte" von Emil Fuchs 1931–1933, in: Christentum, Marxismus und das Werk von Emil Fuchs, Beiträge des sechsten Walter-Markov-Kolloquiums, Herausgegeben von Kurt Reiprich, Kurt Schneider, Helmut Seidel und Werner Wittenberger, Rosa-Luxemburg-Stiftung Sachsen e.V., Berlin 2000, S. 35–53. 2. Auflage 2002[1]
- Askemos und Rousseau. Eine philosophisch-kulturgeschichtliche Betrachtung. Erschienen in: Wissen und Bildung in der modernen Gesellschaft. Texte der V. Rosa-Luxemburg-Konferenz der Rosa-Luxemburg-Stiftung Sachsen. Hrsg. Hans-Gert Gräbe. Reihe Texte zur politischen Bildung 34. Rosa-Luxemburg-Stiftung Sachsen, Leipzig 2005[2]

### Aufsätze
- Mythologie und Vernunft in der Geschichtsphilosophie des späten Schelling[3]
- Werner Wittenberger, Die etwas andere Globalisierung oder die Aktualität der Romantik. In Topos, Heft 15, Napoli, 2000, S. 33ff.